# Flora de Chile (revista)
Flora de Chile (abreviado Fl. Chile (Reiche)) es un libro con ilustraciones y descripciones botánicas que fue escrito por el botánico y profesor alemán Karl Friedrich Reiche y publicado en cinco volúmenes y parte del sexto en los años 1896-1911, con el nombre de Estudios críticos de la Flora de Chile, obra que quedó incompleta. Aunque formalmente se le reconoce como único autor de esta obra, probablemente también colaboraron Federico Philippi y F. Johow.